# Gräsbergstjärnen (Fryksände socken, Värmland, 667755-133210)
Gräsbergstjärnen är en sjö i Torsby kommun i Värmland och ingår i Göta älvs huvudavrinningsområde.